# 相原駅

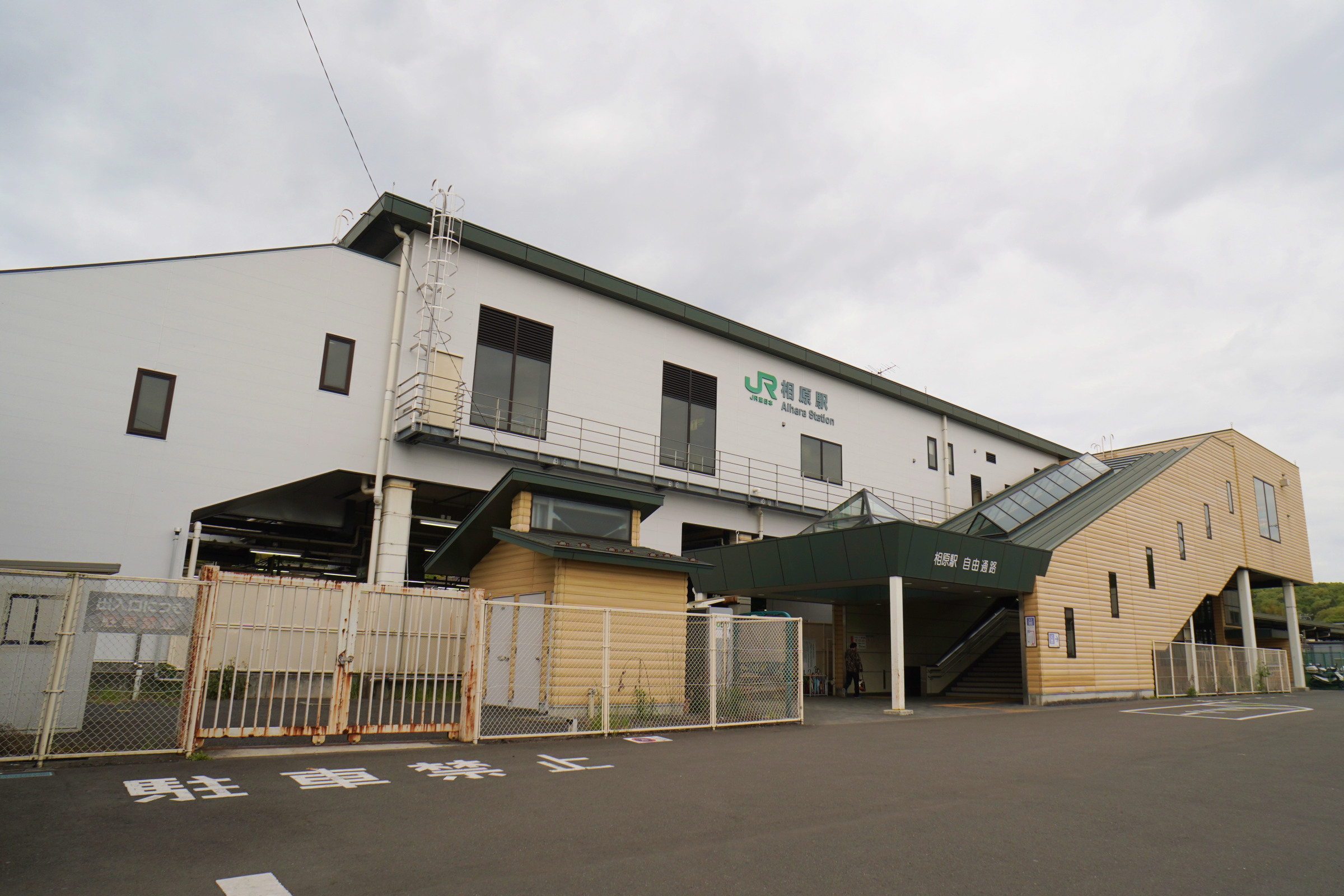
東口（2021年4月）

相原駅（あいはらえき）は、東京都町田市相原町にある、東日本旅客鉄道（JR東日本）横浜線の駅である。駅番号はJH 29。

## 歴史

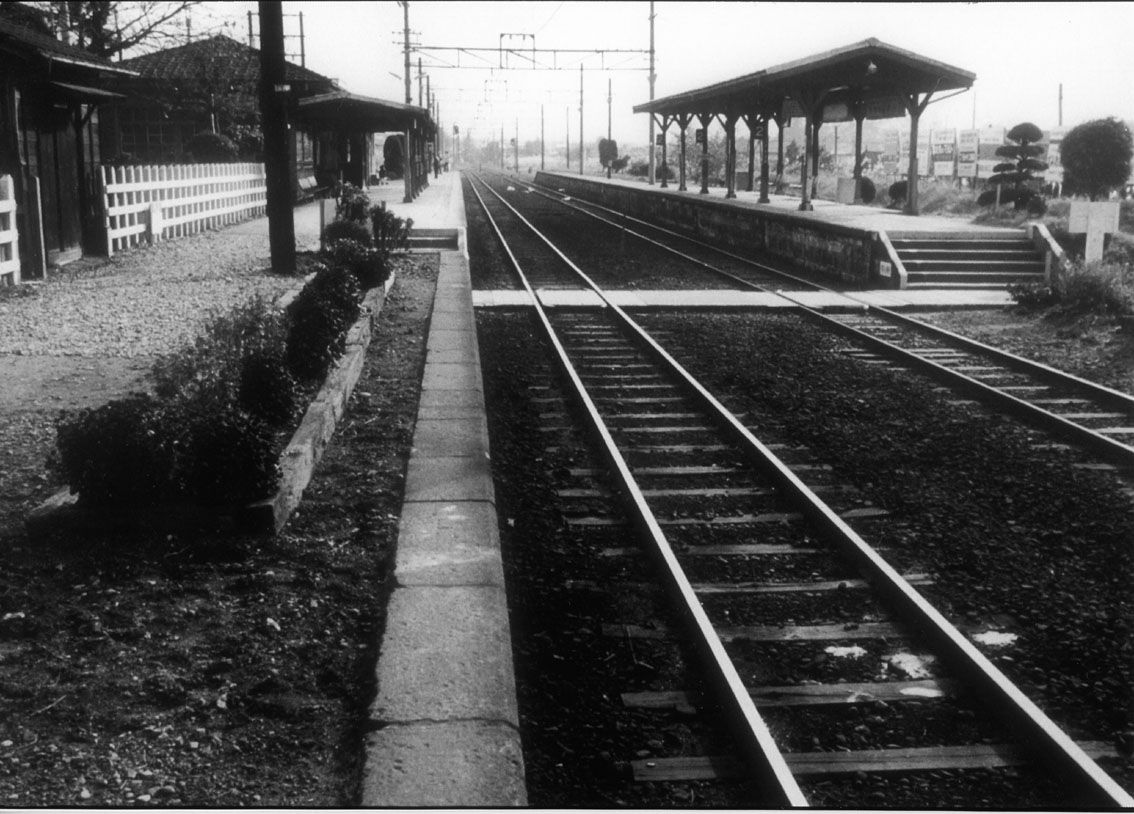
相原駅（1972年）

「相原」は、境川を挟んで東京都町田市側と神奈川県相模原市側に跨る地名である。「相原」という駅名は、開設当時にこの駅周辺が東京府南多摩郡堺村相原に属していたことによる。
橋本のある神奈川県側の高座郡相原村も相原駅の駅勢圏に含まれると想定されたため、橋本駅の設置は当初計画にはなかった。しかし橋本地区の人々が駅の設置運動を起こし、用地を寄付したため駅が設けられた。橋本駅はこの相原駅とわずか1.9kmしか離れておらず、当時としては近接した駅間距離となったのはそのような経緯があるためである。
開業当時は、車両の留置線や乗務員の宿泊設備があったことから、深夜と早朝に当駅を終着、始発とする列車が運転されていた。留置線の跡地は西口広場や駐輪場等になっているものの、一部の箇所に空き地が残り、当時の様子を垣間見ることができる。
大正末期には南津電気鉄道の途中駅として乗り入れが計画され、接続駅となる予定だった。鉄道免許も交付されていたが、昭和初期に起こった世界恐慌の影響で事業者が倒産し、計画は現在に至るまで進展していない。

### 年表
- 1908年（明治41年）9月23日：横浜鉄道東神奈川駅 - 八王子駅の開通時に開業[1]。
- 1910年（明治43年）4月1日：鉄道院が借り上げ[1]。
- 1917年（大正6年）10月1日：横浜鉄道の国有化により、鉄道院横浜線の駅となる。
- 1958年（昭和33年）11月1日：貨物取扱が廃止[1]。
- 1959年（昭和34年）4月10日：荷物扱い廃止[1]。
- 1987年（昭和62年）4月1日：国鉄分割民営化に伴い、東日本旅客鉄道（JR東日本）の駅となる[1]。
- 1994年（平成6年）
  - 9月21日：西口（臨時口）に自動改札機を設置し、供用開始[5]。
  - 9月29日：東口に自動改札機を設置し、供用開始[5]。
- 2001年（平成13年）11月18日：ICカード「Suica」の利用が可能となる[報道 1]。
- 2003年（平成15年）6月1日：現在の橋上駅舎を使用開始[6][7]。
- 2010年（平成22年）2月28日：みどりの窓口の営業を終了。
- 2014年（平成26年）2月2日：駅遠隔操作システム（現・お客さまサポートコールシステム）を導入[報道 2]。
- 2016年（平成28年）3月28日：相原駅西口広場へのバス乗り入れが開始。
- 2022年（令和4年）3月11日：翌日のダイヤ改正により、相模線の朝夕八王子乗り入れを終了[報道 3]。
- 2025年（令和7年）度：スマートホームドアの使用を開始（予定）[報道 4]。

## 駅構造
相対式ホーム2面2線を有する地上駅で、橋上駅舎を有している。
八王子統括センター（八王子駅）管理のJR東日本ステーションサービスが駅業務を行う業務委託駅で、駅舎には自動券売機・多機能券売機・指定席券売機・自動改札機が設置されている。みどりの窓口は2010年2月28日に営業を終了した。
現在の駅舎は2003年（平成15年）に竣工したもので、東西自由通路の使用開始は同年の5月31日、駅舎部分は6月1日に使用を開始した。現駅舎竣工当初の外壁は緑の多い周囲の環境と調和を図った丸太小屋をイメージしたものだったが、2019年度後半の外壁改修工事で自由通路部分を除いて白い外壁に変更された。以前は1934年（昭和9年）に建設された木造平屋の駅舎があり、2003年時点では横浜線内で最も古い駅舎だった。当時は1番線に東口が直結し、1番線は階段を利用せずに乗降が可能だった。2番線には西口が直結していたが、数段の階段があり営業時間は朝夕の一部時間帯に限られていた。両ホームの間は駅舎の八王子寄りにある跨線橋（上下の移動は階段のみ）で連絡していた。
横浜線の列車編成が全線7両に増強される際にこの（前）跨線橋が建設されたが、それ以前は上下ホーム間は構内踏切で連絡していた。この上に有効長7両編成分の増設ホームが造られたため、ホームの基礎構造が異なる部分が見られる。
一部時間帯を除き遠隔対応のため改札係員は不在となるため、乗車駅証明書発行機が設置されている。この時間帯は客からの問い合わせに応じられなかったが、2014年（平成26年）2月2日より駅遠隔操作システム（現・お客さまサポートコールシステム）が導入され、インターホンを通じて案内をすることが可能となった。

### のりば
| 番線 | 路線   | 方向 | 行先                     |
| ---- | ------ | ---- | ------------------------ |
| 1    | 横浜線 | 上り | 橋本・町田・東神奈川方面 |
| 2    | 横浜線 | 下り | 八王子方面               |

（出典：JR東日本:駅構内図）

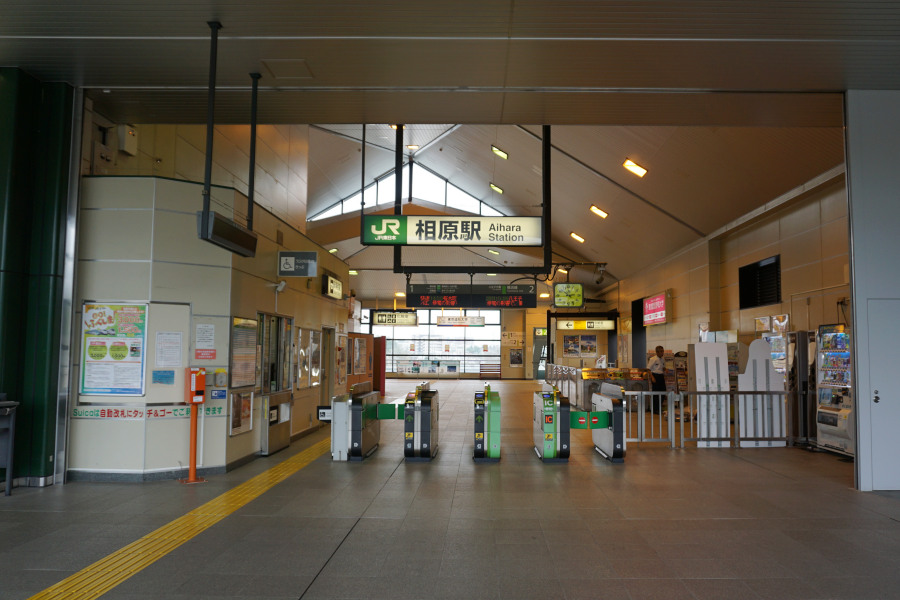
改札口（2017年9月）
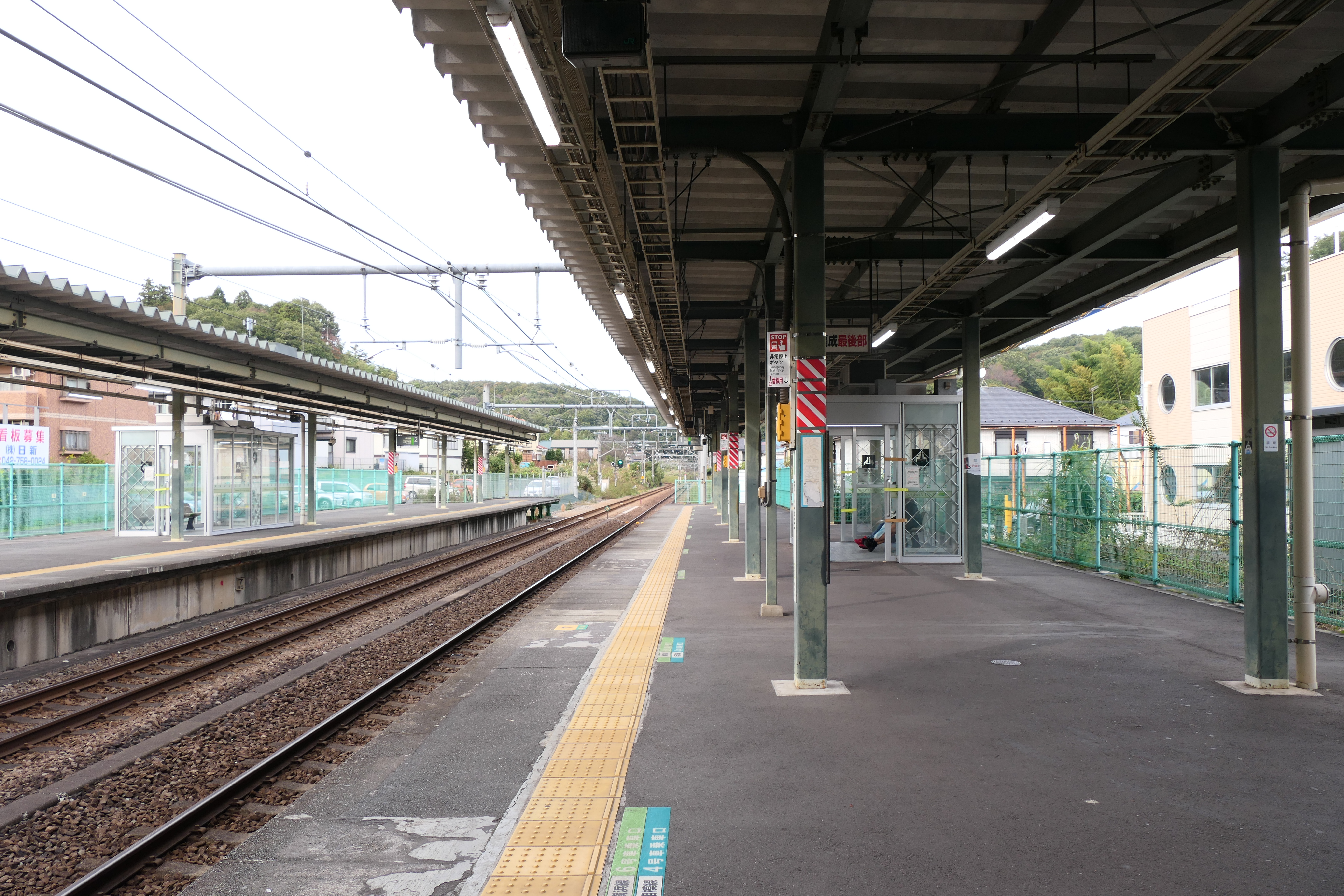
ホーム（2020年10月）

## 利用状況
2023年度（令和5年度）の1日平均乗車人員は9,645人である。横浜線内では片倉駅、小机駅に次いで3番目に少ない（20駅中18位）。
1978年度（昭和53年度）以降の1日平均乗車人員の推移は下表の通り。
| 年度               | 1日平均 乗車人員 | 出典     |
| ------------------ | ---------------- | -------- |
| 1978年（昭和53年） | 3,510            | [ * 1 ]  |
| 1979年（昭和54年） | 3,683            | [ * 2 ]  |
| 1980年（昭和55年） | 3,560            | [ * 3 ]  |
| 1981年（昭和56年） | 4,048            | [ * 4 ]  |
| 1982年（昭和57年） | 4,365            | [ * 5 ]  |
| 1983年（昭和58年） | 4,894            | [ * 6 ]  |
| 1984年（昭和59年） | 5,251            | [ * 7 ]  |
| 1985年（昭和60年） | 5,674            | [ * 8 ]  |
| 1986年（昭和61年） | 6,151            | [ * 9 ]  |
| 1987年（昭和62年） | 6,322            | [ * 10 ] |
| 1988年（昭和63年） | 7,238            | [ * 11 ] |
| 1989年（平成元年） | 7,745            | [ * 12 ] |
| 1990年（平成02年） | 9,704            | [ * 13 ] |
| 1991年（平成03年） | 8,604            | [ * 14 ] |
| 1992年（平成04年） | 9,088            | [ * 15 ] |
| 1993年（平成05年） | 10,266           | [ * 16 ] |
| 1994年（平成06年） | 10,764           | [ * 17 ] |
| 1995年（平成07年） | 11,049           | [ * 18 ] |
| 1996年（平成08年） | 11,189           | [ * 19 ] |
| 1997年（平成09年） | 11,060           | [ * 20 ] |
| 1998年（平成10年） | 11,088           | [ * 21 ] |
| 1999年（平成11年） | 11,033           | [ * 22 ] |
| 2000年（平成12年） | 10,711           | [ * 23 ] |
| 2001年（平成13年） | 10,730           | [ * 24 ] |
| 2002年（平成14年） | 10,716           | [ * 25 ] |
| 2003年（平成15年） | 10,667           | [ * 26 ] |
| 2004年（平成16年） | 10,527           | [ * 27 ] |
| 2005年（平成17年） | 10,412           | [ * 28 ] |
| 2006年（平成18年） | 10,277           | [ * 29 ] |
| 2007年（平成19年） | 10,304           | [ * 30 ] |
| 2008年（平成20年） | 10,165           | [ * 31 ] |
| 2009年（平成21年） | 10,097           | [ * 32 ] |
| 2010年（平成22年） | 10,211           | [ * 33 ] |
| 2011年（平成23年） | 10,099           | [ * 34 ] |
| 2012年（平成24年） | 10,196           | [ * 35 ] |
| 2013年（平成25年） | 10,421           | [ * 36 ] |
| 2014年（平成26年） | 10,143           | [ * 37 ] |
| 2015年（平成27年） | 10,320           | [ * 38 ] |
| 2016年（平成28年） | 10,610           | [ * 39 ] |
| 2017年（平成29年） | 10,647           | [ * 40 ] |
| 2018年（平成30年） | 10,617           | [ * 41 ] |
| 2019年（令和元年） | 10,407           | [ * 42 ] |
| 2020年（令和02年） | 5,785            |          |
| 2021年（令和03年） | 7,521            |          |
| 2022年（令和04年） | 8,908            |          |
| 2023年（令和05年） | 9,645            |          |

## 駅周辺
町田駅付近からの横浜線は、東京都および神奈川県の都県境附近を縫うように走っており、また東京都町田市の市域は南東から北西に細長く延びているため、駅の所在地でいうと東京都町田市の町田駅を出ると古淵駅、淵野辺駅、矢部駅、相模原駅、橋本駅と神奈川県相模原市内の駅が続いてから当駅で再び町田市の駅となる。神奈川県との都県境は直線距離でこの駅から南に300m未満である。
当駅の周辺には大学の進出があり、また駅周辺の宅地化も進んでいる。駅南側には都道47号線（町田街道）が、駅東側には旧都道171号線が通る。駅から東へ600mほど行くと八王子バイパスの相原インターチェンジがある。
2018年現在、駅南側にある大戸踏切を撤去すべく、東京都が事業主体となり、単独立体交差事業（アンダーパス工事）を実施している。
- きらぼし銀行 きらぼしラウンジ相原（旧・相原支店）
- 町田相原郵便局
- JA町田市堺支店
- 町田市堺市民センター
  - 町田市立堺図書館
- 南大沢警察署相原駅前交番
- 町田消防署西町田出張所
- 町田市立相原小学校
- 町田市立堺中学校
- 相模原市立当麻田小学校
- 相模原市立相原中学校
- 神奈川県立橋本高等学校
- 東京造形大学（東口からスクールバスあり）
- 東京家政学院大学
- 法政大学多摩キャンパス
- 諏訪神社
- 青木家屋敷
- 町田市子どもセンターぱお
- 町田市立相原中央公園
- 東京都立大戸緑地
- Nature Factory 東京町田（バス：大戸・ネイチャーファクトリー東京町田行きに乗車し、ネイチャーファクトリー東京町田で下車、徒歩）（送迎バスもあり）

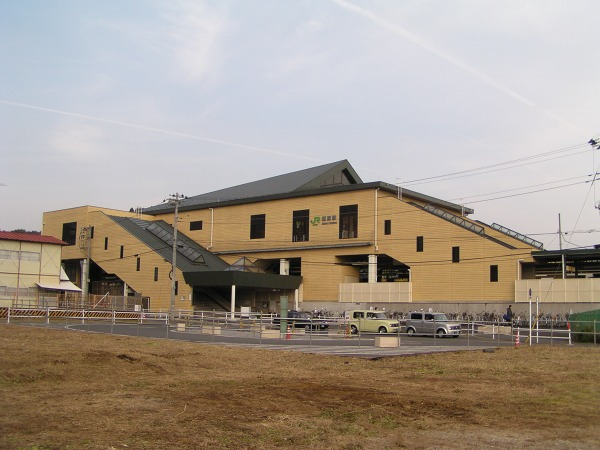
駅前広場整備前の西口（2005年11月）
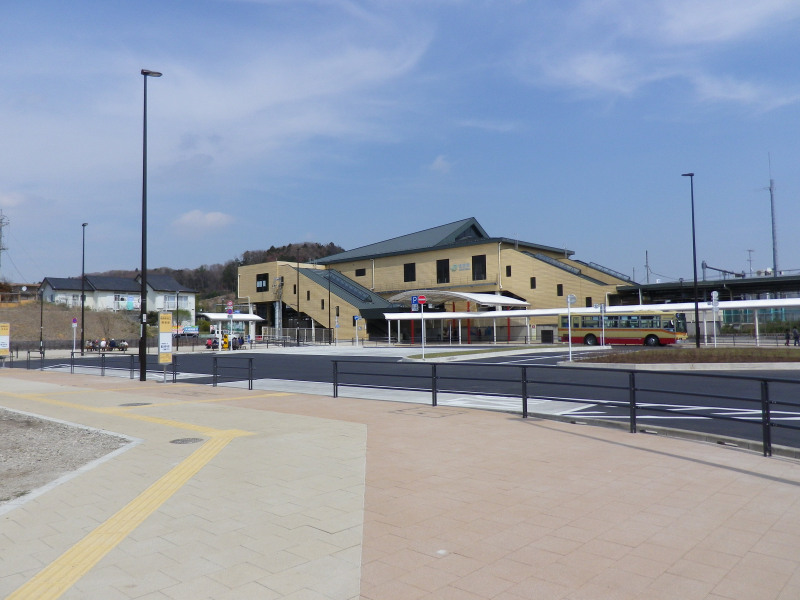
駅前広場整備後の西口（2016年3月）

## バス路線
以下の路線が神奈川中央交通により運行される。
| のりば     | 系統・行先 |
| 相原駅西口 | 相原駅西口 |
| ---------- | --- |
| 1          | - 橋61・橋63：大戸 - 橋62・原19・原19（急行）：法政大学 - 原26（急行）：法政大学体育館                                                                             |
| 2          | - 原23：東京家政学院 - 橋61・橋62・橋63：橋本駅北口 |
| 相原       | |
| －         | - 町28（町田市民バス「まちっこ」）：ネイチャーファクトリー東京町田 / 町田ターミナル - 橋16・橋61・橋63：大戸 - 橋20・橋62：法政大学 - 橋61・橋62・橋63：橋本駅北口 |

備考
これまでバス乗り場は相原停留所のみだったが、町田市が相原駅西口広場の整備工事を進め、2016年3月28日から一部路線の乗り入れが開始された。
また同時に相原停留所は折返場が閉鎖され、町田街道の路上に停留所が移設された。

## 隣の駅
東日本旅客鉄道（JR東日本）
 横浜線
■快速・■各駅停車
橋本駅 (JH 28) - 相原駅 (JH 29) - 八王子みなみ野駅 (JH 30)

### 記事本文